# 波德克·費佛伯格
波德克·費佛伯格（德語：Leopold Poldek Pfefferberg，1913年3月20日—2001年3月9日），也稱作里奧波德·費佛伯格，在遷往美國早期時也稱里奧波德·佩奇（Leopold Page），是一名猶太裔波蘭－美國人，猶太人大屠殺期間的倖存者。在戰後他搬到美國定居，並反覆講述他及其同胞——約1200名猶太人被辛德勒拯救的故事。終於在1980年啟發了澳洲作家托馬斯·肯尼利，寫成了布克獎得獎作品——《舒特拉的方舟》。此書成為了史蒂芬·史匹柏經典電影作品《舒特拉的名單》的底稿。

## 早期生活
費佛伯格生於奧匈帝國統治時期的波蘭，克拉科夫的一個猶太家庭，於亞捷隆大學取得體育學士及哲學碩士學位後，出任中學體育教師直至1939年。1939年他加入了波蘭軍隊以對抗納粹德軍的入侵，並擔任連長，但於桑河一役中遇襲受傷，幸得其軍士長將其背負到戰地醫院才得以保住性命，並在當地拖著不良於行的雙腿照料其他傷者。

## 與舒特拉的相遇

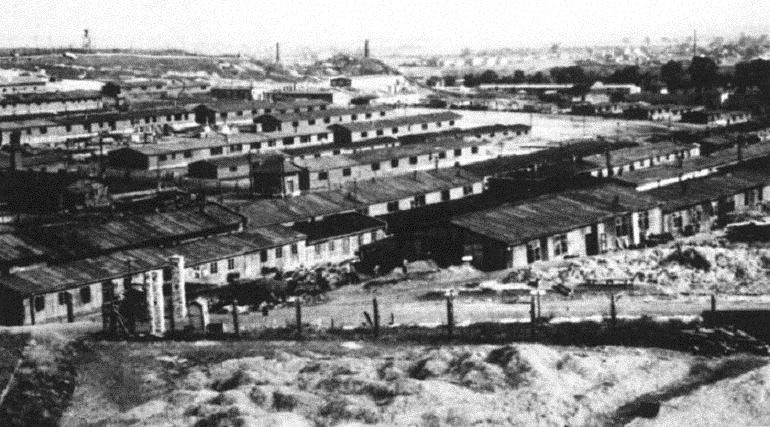
克拉科夫-普拉佐集中營

在波蘭戰敗並被納粹德國及蘇維埃瓜分之時，費佛伯格需要決定到底向東還是向西走，根據他的形容：
|  | 我們的軍官們需要決定向東還是向西走。雖然我是猶太人，但我決定不向東走。如果當時我選擇了東邊，我就會被那些可悲的壞蛋在卡廷森林中射殺。 |

在成為克拉科夫-普瓦舒夫集中营的階下囚後，他藉著因早前照料病人的經歷而所得到的德國醫療機關所簽署的文件，自由進出於鄰近地居，並以此到鄰近醫院探望其士兵及母親。在這種條件下他得以與舒特拉相遇。奧斯卡·舒特拉當時是蘇台德地區的德國商人，剛接下由猶太商人手上充公回來的一所琺瑯器工廠。舒特拉首先認識的是費佛伯格的母親，一名有名的室內設計師，奧斯卡聘請了她去為其新居裝潢一番。
藉著這層關係費佛伯格成為了舒特拉琺瑯器工廠的一員，並使他不至於成為3百萬名死於德國大屠殺的波蘭猶太人的一份子。雖然如此，但其雙親、姊妹、姊夫及很多的親屬卻沒有這份福氣。費佛伯格與很多克拉科夫的猶太人（後來被統稱為辛德勒猶太人）總是懷著感激的心情去認容舒特拉是「現代的挪亞」——在被趕離家園後不至於被送到奧斯威辛集中營，這個惡名昭彰的滅絕營，而是到舒特拉的工廠工作並得以存活。
費佛伯格在1941年成婚，並育有兩名孩子。他與其他舒特拉猶太人一樣，跟隨了舒特拉的工廠從克拉科夫遷到捷克的布林利茨，並以焊接工一職效力舒特拉直至戰後。

## 戰後生活
戰後費佛伯格首先於布達佩斯安頓，然後遷到慕尼黑並籌辦了一所教育難民兒童的學校。1948年遷到美國並與其妻子定居下來，並在加州的比華利山開設了一家皮箱店。他以里奧波德·佩奇一名在美國行商，並在任何情況下向偶遇的編劇、作家及製片人等講述舒特拉拯救波蘭猶太人的故事，及在電視節目上接受訪問等。1974年奧斯卡·舒特拉病逝使他的希望一度幻滅。
1980年費佛伯格遇到了托馬斯·肯尼利，當知道對方是一名作家後便重施故技，向其講述舒特拉的故事。肯尼利對此大感興趣，並願意將其寫成故事。肯尼利邀請費佛伯格成為該書的顧問，並雙雙前往波蘭的克拉科夫等地考察舒特拉過往的史蹟。在其布克獎得獎作品——《舒特拉的方舟》一書卷首中，寫道：
|  | 謹以此書紀念奧斯卡·舒特拉，以及里奧波德·費佛伯格，費佛伯格以他的熱情與堅持，促使了這本書的誕生。 |

當《舒特拉的方舟》於1982年出版後，費佛伯格更進一步，開始說服同為猶太人的史提芬·史匹堡將其拍攝成電影，並利用與其母親的關係以獲得接近機會。當費佛伯格問史匹堡何時會將此故事拍成電影時，史匹堡感到不安，並且認為自己未夠成熟去處理這一主題，因此回答要十年後。費佛伯格稱當時的他每個星期均會致電給史匹堡，並一直維持了11年之久。1992年，史匹堡終於答應開拍這部電影，一如既往，費佛伯格出任顧問一職，並帶領史匹堡到波蘭考察。《舒特拉的名單》獲得空前成功，並為史匹堡赢得了所有榮譽。此片在第66屈奧斯卡金像獎中成為大贏家，獲得了共7項獎項，包括最佳改編劇本、最佳導演及最佳電影等主要獎項，而費佛伯格也作為史匹堡的上賓而參與其中。在史匹堡領取最佳導演獎項所發表的感言中，他向費佛伯格表示最深的謝意：
|  | ...一切都不會發生、一切都不會開始。沒有了一名大屠殺的生還者——波德克·費佛伯格，說服了奧斯卡·舒特拉拯救在奧斯威辛、在贝尔泽克（的猶太人）。是他說服了托馬斯·肯尼利去寫出舒特拉的故事。我欠了他一個人情，所有人都欠了他的人情。是他將奧斯卡·舒特拉的故事帶給世人... |

費佛伯格也是「奧斯卡舒特拉人道基金會」的創辦人，用以表揚在人道救援上的任何單位，不論是個人或組織，也不論種族與國籍。他指出，只有在基金會真正運作的時候，他才算完成了他的使命。因為當他不在的時候，當舒特拉猶太人都不在的時候，基金會仍會繼續下去。
費佛伯格解釋他希望說出舒特拉的故事，努力背後的成因是：「舒特拉給了我生命，我希望以永恆作回報。」2001年3月9日，費佛伯格與世長辭。

## 外部連結
- 互联网电影数据库（IMDb）上《舒特拉的名單》的资料（英文）
- 托馬斯·肯尼利訴說有關撰寫舒特拉故事的緣起 （页面存档备份，存于），衛報